# 毛山荆子
毛山荆子（学名：Malus manshurica）为蔷薇科苹果属的植物。分布于中国大陆的内蒙古、辽宁、山西、黑龙江、吉林、陕西、甘肃等地，生长于海拔100米至2,100米的地区，见于山顶、生山坡杂木林中以及山沟也有分布，目前已由人工引种栽培。

## 别名
辽山荆子（河北习见树木图说），常梨木（吉林土名）

## 异名
- Malus baccata (L.) Borkh. var. mandshurica (Maxim.) Schneid.